# Ludwik Fryderyk II
Ludwig Friedrich II (ur. 9 sierpnia 1767 w Rudolstadt, zm. 29 kwietnia 1807 tamże) – książę Schwarzburg-Rudolstadt. Jego władztwo było częścią Świętego Cesarstwa Rzymskiego. W chwili kiedy został monarchą jego władztwo było częścią Świętego Cesarstwo Rzymskiego Narodu Niemieckiego. Pozostawała nią do 1806. W latach 1806–1813 wchodziło w skład Związku Reńskiego (Należące do niego państwa były formalnie suwerenne – mogły prowadzić politykę zagraniczną, w praktyce znajdowały się jednak pod przemożnym wpływem cesarza Francuzów Napoleona I).
Urodził się jako starszy z dwóch synów (drugie spośród sześciorga dzieci) następcy tronu księcia Schwarzburg-Rudolstadt Fryderyka Karola (późniejszego monarchy) i jego pierwszej żony księżnej Fryderyki Zofii Augusty (zmarłej przed wstąpieniem męża na tron). W państwie tym panował wówczas jego dziadek książę Ludwik Gunter II. Po śmierci dziadka 29 sierpnia 1790 został następcą tronu. Wstąpił na tron 13 kwietnia 1793, kiedy zmarł jego ojciec.
21 lipca 1791 w Homburgu poślubił landgrafiankę Hesji-Homburg Karolinę. Para miała siedmioro dzieci:
- księżniczkę Karolinę Augustę (1792–1794)
- Fryderyka Guntera (1793–1867), kolejnego księcia Schwarzburg-Rudolstadt
- księżniczkę Teklę (1795–1861)
- księżniczkę Karolinę (1796–1796)
- Alberta (1798–1869), również przyszłego księcia Schwarzburg-Rudolstadt
- księcia Rudolfa (1801–1808)
- księcia Bernarda (1801–1816)